# Бургалтроф
Бургалтроф (фр. Bourgaltroff) насеље је и општина у североисточној Француској у региону Лорена, у департману Мозел која припада префектури Шато Сален.
По подацима из 2011. године у општини је живело 287 становника, а густина насељености је износила 29,44 становника/km². Општина се простире на површини од 9,75 km². Налази се на средњој надморској висини од 240 метара (максималној 312 m, а минималној 217 m).

## Демографија
| 1962. | 1968. | 1975. | 1982. | 1990. | 1999. | 2011. |
| ----- | ----- | ----- | ----- | ----- | ----- | ----- |
| 246   | 251   | 207   | 226   | 238   | 239   | 287   |

График промене броја становника у току последњих година